# La señora Ordóñez (telenovela)
La señora Ordóñez es una telenovela argentina basada en el libro homónimo de Marta Lynch. Fue realizada en 1984, siendo una de las producciones más ambiciosas que se realizaron luego del regreso de la democracia a ese país, luego del gobierno militar que finalizó en diciembre de 1983.
La historia estuvo protagonizada por Luisina Brando y Arturo Bonín.
Se extendió durante 92 capítulos.

## Argumento
Cuenta la historia de la Señora Ordóñez desde su niñez hasta la edad adulta. Una niña signada por la insatisfacción y la necesidad de amor. Mientras se relata esta historia, también se suceden los hechos históricos de la argentina.
Ordóñez se casa con un militante del peronismo, de una familia de la aristocracia de Buenos Aires, pero impotente sexual. Dominado por sus mujeres, las tías y la madre (interpretada por María Vaner), ve fracasar su matrimonio hasta que lo encuentra la muerte.
Viuda, la protagonista traba relación con su psicoanalista enamorándose de él y casándose, fruto de esa relación tiene dos hijas. Su matrimonio a simple vista parece perfecto, pero carece de algo: amor.
Así es como ya en los años 60, la Sra. Ordóñez conoce a un artista plástico que le declara su amor, siendo más joven que ella. Entonces deberá elegir entre su amor y la familia constituida que logró.
Un dato destacable es que Blanca, el personaje protagónico, militaba para el partido Peronista.
Si bien los dos protagonistas - Blanca y Raúl - eran infieles; ni ellos ni sus respectivos amantes - Irma y Rocky -, tenían malos sentimientos. Los únicos personajes maliciosos dentro de la historia fueron el interpretado por la actriz María Vaner, Gigí quien era el mejor amigo de Rocky y Mabel, hermana mayor de Irma.

## Elenco
- Luisina Brando - Blanca Maggi de Ordóñez
- Arturo Bonín - Rául Ordóñez
- Alejandra Da Passano - Teresa Maggi de Salas
- Perla Santalla - Soledad 'La Castellana' Lafuente de Maggi
- Rodolfo Machado - Ernesto Maggi
- María Vaner
- Tony Vilas - Garrigo
- Daniel Fanego - Rocky
- Mercedes Morán - Irma Varela
- Jorge Marrale - Germán Salas
- Susana Lanteri - Berta
- Daniel Lago - Gigí
- Emilia Mazer - Silvia Ordóñez
- Ernesto Larrese
- Alejandra Colunga - María Luz Ordóñez
- Silvia Lobo
- Gloria Antier - Alicia
- Maty Moray - Sra. de Varela
- Noras Cas
- Aldo Mayo - Alfredo
- María José Demare - Nora
- Daniel Marcove - Carlos
- Rosario Zebuldia - Susana de Muñíz
- Héctor Da Rosa - Cantón

## Cortina musical
El tema de apertura es instrumental, "El 45" de María Elena Walsh.

## Realización
La telenovela fue realizada en 1984 con dirección de María Herminia Avellaneda y un elenco que completaban Alejandra Da Passano, Perla Santalla, Rodolfo Machado, Carlos Olivieri, Miryam Perazzolo, María Vaner, Marzenka Novak, Susana Lanteri y Emilia Mazer, entre otros.
Posteriormente fue reemitida por el canal Volver, de Buenos Aires.